# رابرت بی. اندرسون
رابرت برنارد اندرسون (Robert Bernard Anderson)‏ (۴ ژوئن ۱۹۱۰ – ۱۴ اوت ۱۹۸۹)، از مدیران، سیاستمداران و بازرگانان آمریکایی بود. او از فوریه ۱۹۵۳ تا مارس ۱۹۵۴ به عنوان وزیر نیروی دریایی خدمت کرد. به علاوه طی سال‌های ۱۹۵۷ تا ۱۹۶۱ در مقام وزیر خزانه‌داری مشغول کار بود و از نزدیک‌ترین معتمدین رئیس‌جمهور دوایت آیزنهاور به‌شمار می‌رفت.
دو سال پیش از اینکه بر اثر سرطان از دنیا برود به دلیل دست داشتن در فعالیت‌های بانکی غیرقانونی و فرار مالیاتی از خدمت منفصل شد. در دهه ۱۹۸۰، اندرسون به صورت غیرقانونی اداره بانکی را بر عهده گرفت که در آنگویلا مستقر بود. این بانک اقدام به پولشویی برای قاچاقچیان مواد مخدر می‌کرد. اندرسون اتهام تقض قوانین بانکی را پذیرفت و به زندان محکوم شد.

## اوایل زندگی
اندرسون در تاریخ ۴ ژوئن ۱۹۱۰ در شهر برلسون واقع در ایالت تگزاس متولد شد؛ پدر و مادرش رابرت لی اندرسون و الیزابت هاسکیو «لیزی» اندرسون بودند. وی پیش از ورود به دانشکده حقوق دانشگاه تگزاس و فارغ‌التحصیلی از آن در سال ۱۹۳۲، معلم دبیرستان بود. درست از آنجا بود که در ایالت تگزاس وارد عرصه سیاست، حکومت، حقوق و فعالیت‌های تجاری شد.

## خدمت در دولت فدرال
اندرسون به محض اتمام تحصیلاتش در دانشکده حقوق دانشگاه تگزاس در سال ۱۹۳۲، دستیار لوی دادستان کل این ایالت شد و طی سال‌های ۱۹۳۳ تا ۱۹۳۴ در آنجا کار کرد. وی تا سال ۱۹۳۴ مسیر پیشرفت را چنان طی کرد که موفق شد ریاست اداره مالیات تگزاس را بر عهده بگیرد.
بین سال‌های ۱۹۳۹ تا ۱۹۴۹، او در بخش خصوصی به دنبال فرصت‌های جدید بود؛ به عنوان نمونه به همراه دو نفر از شرکایش شبکه رادیویی KTBC را که در شهر آستین قرار داشت، از شرکت پخش تگزاس خرید. در سال ۱۹۴۳ این سه شریک که برای توسعه قدرت این شبکه رادیویی با ممانعت کمیسیون ارتباطات فدرال (FCC) مواجه شده بودند، اقدام به فروش آن به لیدی برد جانسون نمودند که همسر لیندون بی. جانسون، نماینده وقت ایالت و یکی از رؤسای جمهور ایالات متحده آمریکا بود.

## ازدواج و فرزندان
اندرسون در ۱۰ آوریل ۱۹۳۵ با اولی مای رولینز ازدواج کرد. این زوج صاحب دو پسر به نام‌های جرالد لی و جیمز ریچارد شدند. خانواده اندرسون به کلبورن تگزاس نقل‌مکان کردند. اولی اندرسون در ۳۱ می ۱۹۸۷ در شهر گرینویچ واقع در ایالت کنتیکت بر اثر بیماری آلزایمر از دنیا رفت.

## خدمت در دولت فدرال
به گفته استرلینگ سی‌گریوز، بلافاصله پس از خاتمه جنگ جهانی دوم، اندرسون به همراه داگلاس مک‌آرتور و ادوارد لنزدیل به جستجو در غارهای فیلیپین مشغول شدند تا شاید موفق به یافتن طلای یاماشیتا شوند.
هنگامی که در وزارت نیروی دریایی فعالیت می‌کرد، به آخرین نشانه‌های آشکار تبعیض نژادی در نیروی دریایی پایان داد و از طبقه‌بندی نیروها و پیشرفت فناوری حمایت کرد که همگی لازمه حفظ راهبردهای دفاعی منعطف بود. در ماه می ۱۹۵۴، اندرسون سمت خود را در این وزارتخانه ترک کرد تا معاون وزیر دفاع شود. او در سال ۱۹۵۵ مدال آزادی را دریافت کرد. از سال ۱۹۵۷ تا ۱۹۶۱، به عنوان وزیر خزانه‌داری دولت آیزنهاور خدمت کرد.
آیزنهاور به شدت تحت‌تأثیر توانمندی‌های اندرسون قرار داشت و معتقد بود که او در قیاس با خودش توانایی بیشتری برای ریاست‌جمهوری دارد. از این رو تصمیم گرفت در صورتی که ریچارد نیکسون، معاون وقت ریاست‌جمهوری، پیشنهاد او را مبنی بر ترک این سمت و حضور در وزرات دفاع بپذیرد، از اندرسون دعوت کند تا در انتخابات ۱۹۵۶ او را همراهی کند و در صورت پیروزی جانشین نیکسون شود. البته نیکسون ترجیح داد که کنار آیزنهاور باقی بماند. با نزدیک شدن به انتخابات ۱۹۶۰ آیزنهاور اعلام کرد که بدون شک نیکسون نامزد جمهوریخواهان در انتخابات ریاست‌جمهوری است، او در خفا اندرسون را تحت فشار قرار داد تا وارد دور مقدماتی انتخابات شود و به رقابت با نیکسون بپردازد ولی اندرسون پیشنهاد او را نپذیرفت. پس از نامزدی نیکسون، آیزنهاور به او پیشنهاد کرد تا اندرسون را به عنوان همراه خود انتخاب کند ولی او هنری کابوت لاج جونیور را برای این کار برگزید.

## تجارت شخصی و مرگ
در سال ۱۹۶۱ و پس از اتمام دوران خدمتش در دولت، اندرسون به نیویورک عزیمت کرد و در آنجا به فعالیت در زمینه تجارت، سرمایه‌گذاری، امور بانکی، نفت و املاک و مستغلات پرداخت. او مالک شرکت اندرسون بود که دفتر مرکزی آن در ساختمان راک‌فار پلازا واقع در نیویورک قرار داشت و از آنجا بر روی تعدادی از پروژه‌های بین‌المللی کار می‌کرد.
او در ۱۹ اوت ۱۹۶۱ شرکت رابرت اندرسون و کمپانی را در هنگ‌کنگ تأسیس کرد و تا زمان انحلال این شرکت در ۲۹ دسامبر ۱۹۷۲ اداره این شرکت خصوصی را که سهام محدودی داشت، عهده‌دار بود.